# Edifici de la Llotja (Vic)
L'Edifici de la Llotja és una obra amb elements gòtics i barrocs de Vic (Osona) protegida com a Bé Cultural d'Interès Local.

## Descripció
Si al costat de l'arc, s'hi obre un portal d'arc rebaixat. Damunt als arcs hi ha escuts de la ciutat. Al primer pis s'hi obren finestres rectangulars, també amb escuts i un ampli finestral gòtic amb calats i columnetes, el qual ostenta l'escut de la ciutat sostingut per lleons. Al segon pis hi ha diverses obertures de construcció moderna. La cornisa presenta motllures de pedra. A la part baixa de l'edifici i els escaires estan formats per grossos carreus de pedra picada, mentre que la resta de la façana està arrebossat. Cal remarcar una sala del primer pis, l'espai de la qual està configurat a partir d'una columna central. Els arcs de la planta tenen vidrieres emplomades i reixes de ferro forjat. La façana principal s'inscriu un rellotge de sol.
Finestral: situat al primer pis de la façana Est, correspon a la Sala de la Columna. La finestra coronella de forma rectangular amb un petit ampit que presenta decoracions de soguejat a manera de trencaaigües.
Verticalment està distribuïda amb tres seccions separades per dues columnetes de marbre que descansen sobre petits basaments amb volutes i coronades per capitells amb decoracions vegetals. Al damunt hi ha arcs de forma tímidament conopial, amb decoracions vegetals a l'intradós de l'arc. A la part superior presenta calats amb decoracions florals de cinc lòbuls inscrites dins de cercles.
Els brancals presenten elements renaixentistes formant entrellaçats damunt l'ampit i les motllures que emmarquen tota la finestra.
Damunt de la finestra en un carreu quadrat s'observa l'escut de la ciutat sostingut per dos lleons.

## Història
L'edifici de l'antiga Llotja està al centre de la ciutat medieval. L'edifici fou construït com a Consella de la Ciutat. En un principi constava d'una construcció de planta baixa amb arcades obertes i amb una columna central, obra del mes Joan Colet. Pladevall data la construcció de la Llotja i la sala superior al 1358. Junyent data l'inici de la construcció al redós del 1495. Ambdós autors coincideixen que a finals del segle xv es va construir el pis superior amb la Sala Columna ornamentada amb un enteixinat policromat i un bonic finestral gòtic, obra de Jaume Cavallers, i un pis superior amb una galeria. L'edifici es va ampliar amb la compra de cases veïnes al segle xvi per tal d'instal·lar-hi dependències destinades a passar-hi el gra, a taula de canvi i arxiu de la ciutat. A partir del 1670 la Casa de la Ciutat es modificà amb la remodelació de l'edifici a càrrec del tracista i llec carmelità Fra Josep de la Concepció. A finals del segle xix segurament hi hagué la intervenció d'algun mestre d'obres. Entre els anys 1922 i 1931 l'arquitecte Joan Mª Pericas va realitzar les reformes i el tancament dels porxos.
El finestral és obra del picapedrer provençal Jaume Cavallers, segons consta en el contracte de l'obra de l'any 1509.
Malgrat ser una obra Cinccentista, presenta moltes característiques pròpies del Gòtic i tímids elements del Renaixement.